# Iris farreri
Iris farreri là một loài thực vật có hoa trong họ Diên vĩ. Loài này được Dykes miêu tả khoa học đầu tiên năm 1915.